# Championnats d'Asie de cyclisme sur route 2024
Navigation
2023 2025
Les Championnats d'Asie de cyclisme sur route 2024 ont lieu du 6 au 12 juin 2024 à Almaty au Kazakhstan. Le championnat intègre également les 30e championnats asiatiques juniors et 12e championnats asiatiques de para-cyclisme

## Résultats des championnats

### Épreuves masculines
| Hommes - Élites  |                      |                          |                     |
| Course en ligne  | Kim Eu-ro            | Lyu Xianjing             | Yevgeniy Fedorov    |
| Contre-la-montre | Yevgeniy Fedorov     | Dmitriy Gruzdev          | Yukiya Arashiro     |
| Hommes - Espoirs |                      |                          |                     |
| Course en ligne  | Abdulla Jasim Al-Ali | Mohammad Al Mutaiwei     | Ali Labib Shotorban |
| Contre-la-montre | Nicolas Vinokourov   | Andrey Remkhe            | Tullatorn Sosalam   |
| Hommes - Juniors |                      |                          |                     |
| Course en ligne  | Julian Abi Manyu     | Ya Lun Lee               | Phetphanom Panmaung |
| Contre-la-montre | En Teng Zhang        | Dendra Aditama Purniawan | Mikhail Podluzhnyy  |

### Épreuves féminines
| Femmes - Élites  |                   |                    |                      |
| Course en ligne  | Song Min-ji       | Nguyễn Thị Thật    | Tang Xin             |
| Contre-la-montre | Olga Zabelinskaïa | Yanina Kuskova     | Rinata Sultanova     |
| Femmes - Espoirs |                   |                    |                      |
| Course en ligne  | Akpeiil Ossim     | Dewika Mulya Sova  | Yelizaveta Sklyarova |
| Contre-la-montre | Hongyang He       | Dewika Mulya Sova  | Akpeiil Ossim        |
| Femmes - Juniors |                   |                    |                      |
| Course en ligne  | Shang Ying Liu    | Angelina Burenkova | Yevgeniya Zaam       |
| Contre-la-montre | Mariya Yelkina    | Samira Ismailova   | Harshita Jakhar      |

### Épreuves mixtes
| Élites                       | | | |
| Contre-la-montre par équipes | Kazakhstan Igor Chzhan Yevgeniy Fedorov Dmitriy Gruzdev Faina Potapova Rinata Sultanova Makhabbat Umutzhanova        | Ouzbékistan Danil Evdokimov Muradjan Halmuratov Yanina Kuskova Margarita Misyurina Behzodbek Rakhimbaev Olga Zabelinskaïa  | Hong Kong Chu Tsun-wai Lau Wan-yau Lee Sze Wing Leung Bo Yee Leung Wing Yee Ng Pak-hang                           |
| Juniors                      | | | |
| Contre-la-montre par équipes | Kazakhstan Alik Batyrkhan Mansur Beisembay Angelina Burenkova Mikhail Podluzhnyy Yekaterina Udovykina Yevgeniya Zaam | Ouzbékistan Behzod Bahodirov Madina Davronova Samira Ismailova Alimardon Jamoldinov Viktoriya Polzunova Mukhriddin Safarov | Thaïlande Suphannika Chantorn Thanapat Sakuntae Pittayapron Seatun Natacha Songken Aphisit Supan Peerawit Supoken |

## Tableau des médailles
| Rang  | Nation              | Or | Argent | Bronze | Total |
| ----- | ------------------- | -- | ------ | ------ | ----- |
| 1     | Kazakhstan          | 6  | 3      | 6      | 15    |
| 2     | Corée du Sud        | 2  | 0      | 0      | 2     |
| 3     | Ouzbékistan         | 1  | 4      | 0      | 5     |
| 4     | Indonésie           | 1  | 3      | 0      | 4     |
| 5     | Chine               | 1  | 1      | 1      | 3     |
| 6     | Émirats arabes unis | 1  | 1      | 0      | 2     |
| 6     | Taipei chinois      | 1  | 1      | 0      | 2     |
| 8     | Thaïlande           | 1  | 0      | 3      | 4     |
| 9     | Viêt Nam            | 0  | 1      | 0      | 1     |
| 10    | Hong Kong           | 0  | 0      | 1      | 1     |
| 10    | Inde                | 0  | 0      | 1      | 1     |
| 10    | Iran                | 0  | 0      | 1      | 1     |
| 10    | Japon               | 0  | 0      | 1      | 1     |
| Total | Total               | 14 | 14     | 14     | 42    |